# Omar Belbey
Omar Sherif Belbey (ur. 7 października 1973 w Rouen) – piłkarz algierski grający na pozycji pomocnika. W reprezentacji Algierii rozegrał 20 meczów.

## Kariera klubowa
Belbey urodził się we Francji, w rodzinie pochodzenia algierskiego. Karierę piłkarską rozpoczął w FC Rouen. W 1993 roku awansował do kadry pierwszej drużyny i zadebiutował w niej w Ligue 2. W 1994 roku spadł z Rouen do Championnat National (odpowiedniku III. ligi) i z Rouen grał tam przez rok. W 1995 roku odszedł do innego trzecioligowca, Nîmes Olympique. W 1996 roku dotarł z Nîmes do finału Pucharu Francji. W finałowym meczu z AJ Auxerre (1:2) zdobył gola. W 1997 roku wywalczył z Nîmes awans z Championnat National do Ligue 2. W Nîmes grał do 2000 roku.
Latem 2000 Belbey przeszedł z Nîmes do Montpellier HSC. W sezonie 2000/2001 awansował z nim do Ligue 1 i w pierwszej lidze Francji rozegrał 11 meczów. W 2002 roku odszedł z klubu i do 2003 nie posiadał przynależności klubowej. W 2003 roku podpisał kontrakt z trzecioligowym ES Wasquehal. Po roku gry w tym klubie zakończył karierę.
| Sezon   | Klub            | Kraj    | Rozgrywki            | Mecze | Bramki |
| ------- | --------------- | ------- | -------------------- | ----- | ------ |
| 1993/94 | FC Rouen        | Francja | Ligue 2              | 17    | 0      |
| 1994/95 | FC Rouen        | Francja | Championnat National | ?     | ?      |
| 1995/96 | Nîmes Olympique | Francja | Championnat National | 21    | 0      |
| 1996/97 | Nîmes Olympique | Francja | Championnat National | ?     | ?      |
| 1997/98 | Nîmes Olympique | Francja | Ligue 2              | 35    | 0      |
| 1998/99 | Nîmes Olympique | Francja | Ligue 2              | 29    | 1      |
| 1999/00 | Nîmes Olympique | Francja | Ligue 2              | 28    | 0      |
| 2000/01 | Montpellier HSC | Francja | Ligue 2              | 32    | 1      |
| 2001/02 | Montpellier HSC | Francja | Ligue 1              | 11    | 0      |
| 2003/04 | ES Wasquehal    | Francja | Championnat National | 31    | 0      |

## Kariera reprezentacyjna
W reprezentacji Algierii Belbey zadebiutował w 2000 roku. W 2002 roku został powołany do kadry Algierii na Puchar Narodów Afryki 2002. Na tym turnieju rozegrał 2 mecze: z Nigerią (0:1) i z Mali (0:2). W kadrze narodowej od 2000 do 2002 roku rozegrał 20 meczów.